# Wilhelm Brüstlin
Wilhelm Brüstlin (* 3. August 1898) war ein deutscher Kaufmann und nationalsozialistischer Funktionär, der ab 1937 das Reichspropagandaamt in Thüringen leitete.
Er war als Kaufmann in Weimar tätig und trat zum 1. Februar 1930 in die NSDAP ein (Mitgliedsnummer 192.515). Als 1937 in Weimar das Reichspropagandaamt aus der Landesstelle Thüringen des Reichspropagandaministeriums gebildet wurde, übernahm er dessen Leitung. Seit 1935 war er bereits Landeskulturwalter. Erfolglos vorgeschlagen wurde Brüstlin auf der Liste des Führers zur Wahl des Großdeutschen Reichstages am 10. April 1938.